# Ефіопія на Олімпійських іграх
Ефіопія бере участь в літніх Олімпійських іграх з 1956 року, а в зимових — з 2006 року. НОК Ефіопії було засновано 1948 року. Всі свої медалі ефіопські спортсмени виборювали в легкій атлетиці. 

## Таблиця медалей
| Ігри              | Золото          | Срібло          | Бронза          | Загалом         |
| Мельбурн 1956     | 0               | 0               | 0               | 0               |
| Рим 1960          | 1               | 0               | 0               | 1               |
| Токіо 1964        | 1               | 0               | 0               | 1               |
| Мехіко 1968       | 1               | 1               | 0               | 2               |
| Мюнхен 1972       | 0               | 0               | 2               | 2               |
| Монреаль 1976     | не брала участі | не брала участі | не брала участі | не брала участі |
| Москва 1980       | 2               | 0               | 2               | 4               |
| Лос-Анджелес 1984 | не брала участі | не брала участі | не брала участі | не брала участі |
| Сеул 1988         | не брала участі | не брала участі | не брала участі | не брала участі |
| Барселона 1992    | 1               | 0               | 2               | 3               |
| Атланта 1996      | 2               | 0               | 1               | 3               |
| Сідней 2000       | 4               | 1               | 3               | 8               |
| Афіни 2004        | 2               | 3               | 2               | 7               |
| Пекін 2008        | 4               | 1               | 2               | 7               |
| Лондон 2012       | 3               | 1               | 3               | 7               |
| Ріо 2016          | 1               | 2               | 5               | 8               |
| Усього            | 22              | 9               | 22              | 53              |